# Andreas 2. af Ungarn
Andreas 2., også kendt som Andreas af Jerusalem (ungarsk: II. András) (født omkr. 1177, død 21. september 1235) var konge af Ungarn og Kroatien fra 1205 til sin død i 1235 samt fyrste af Galicien fra 1188 til 1189/1190 og igen fra 1208/1209 til 1210.